# Teresa Errandonea
Teresa Errandonea Fernandez Barrena (* 15. November 1994 in Irun) ist eine ehemalige spanische Hürdenläuferin, die sich auf den 100-Meter-Hürdenlauf spezialisiert hat.

## Sportliche Laufbahn
Erste internationale Erfahrungen sammelte Teresa Errandonea im Jahr 2011, als sie bei den Jugendweltmeisterschaften nahe Lille mit 14,20 s im Halbfinale ausschied. Anschließend belegte sie beim Europäischen Olympischen Jugendfestival (EYOF) in Trabzon in 13,81 s den vierten Platz. 2013 belegte sie bei den Junioreneuropameisterschaften in Rieti in 13,79 s den sechsten Platz und 2014 wurde sie bei den U23-Mittelmeermeisterschaften in Aubagne in 13,84 s Vierte. 2015 schied sie bei den U23-Europameisterschaften in Tallinn im Weitsprung mit 5,19 m in der Qualifikation aus und 2018 scheiterte sie bei den Mittelmeerspielen in Tarragona mit 13,75 s in der Vorrunde im Hürdensprint. 2019 erreichte sie bei den Europaspielen in Minsk in 13,80 s Rang 15 und 2021 schied sie bei den Halleneuropameisterschaften in Toruń mit 8,10 s im Halbfinale über 60 m Hürden aus. Über die Weltrangliste qualifizierte sie sich über 100 m Hürden für die Olympischen Sommerspiele in Tokio und kam dort mit 13,15 s nichr über die Vorrunde hinaus. Im Jahr darauf gelangte sie bei den Hallenweltmeisterschaften in Belgrad bis ins Halbfinale über 60 m Hürden und schied dort mit 8,16 s aus. 
In den Jahren 2019 und 2021 wurde Errandonea spanische Meisterin im 100-Meter-Hürdenlauf und 2013, 2020 und 2022 wurde sie Hallenmeisterin über 60 m Hürden.
Im Februar 2024 kündigte sie das Ende ihrer sportlichen Karriere an.

## Persönliche Bestleistungen
- 100 m Hürden: 13,04 s (0,0 m/s), 19. Juni 2021 in Madrid
  - 60 m Hürden (Halle): 8,00 s, 21. Februar 2020 in Madrid
- Weitsprung: 6,27 m (+1,3 m/s), 2. Mai 2015 in Donostia-San Sebastián
  - Weitsprung (Halle): 6,01 m, 9. Februar 2014 in Antequera